# Lixellus
Lixellus är ett släkte av skalbaggar. Lixellus ingår i familjen vivlar.
Kladogram enligt Catalogue of Life:
| Lixellus | \| \| Lixellus filiformis \| \| \| \| \| \| Lixellus haldemani \| \| \| \| |
|          | \| \| Lixellus filiformis \| \| \| \| \| \| Lixellus haldemani \| \| \| \| |
|          | Lixellus filiformis                                                        |
|          |                                                                            |
|          | Lixellus haldemani                                                         |
|          |                                                                            |